# Brixton
Brixton é um distrito de Londres, no borough de Lambeth.
É capital não-oficial da comunidade britânica de afro-caribenhos. Atualmente, os moradores de Brixton são de origem variada, indo desde pessoas que residem no local há gerações até recém-chegados atraídos por novos projetos de reurbanização.
Brixton é uma comunidade multiétnica, com cerca de 24% da população composta de descendentes de africanos ou caribenhos.
Geograficamente, Brixton está situada ao sul de Londres, e parte do borough de Lambeth. Faz divisa com Stockwell, Clapham Common, Streatham, Camberwell, Tulse Hill e Herne Hill.